# Бруно Кёльнский

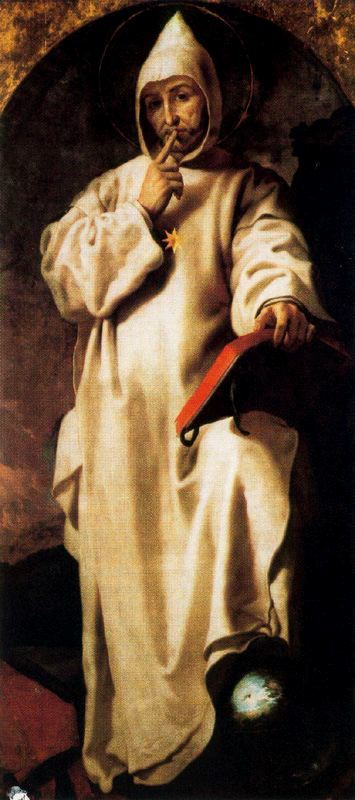
Франсиско Рибальто. «Портрет Святого Бруно».

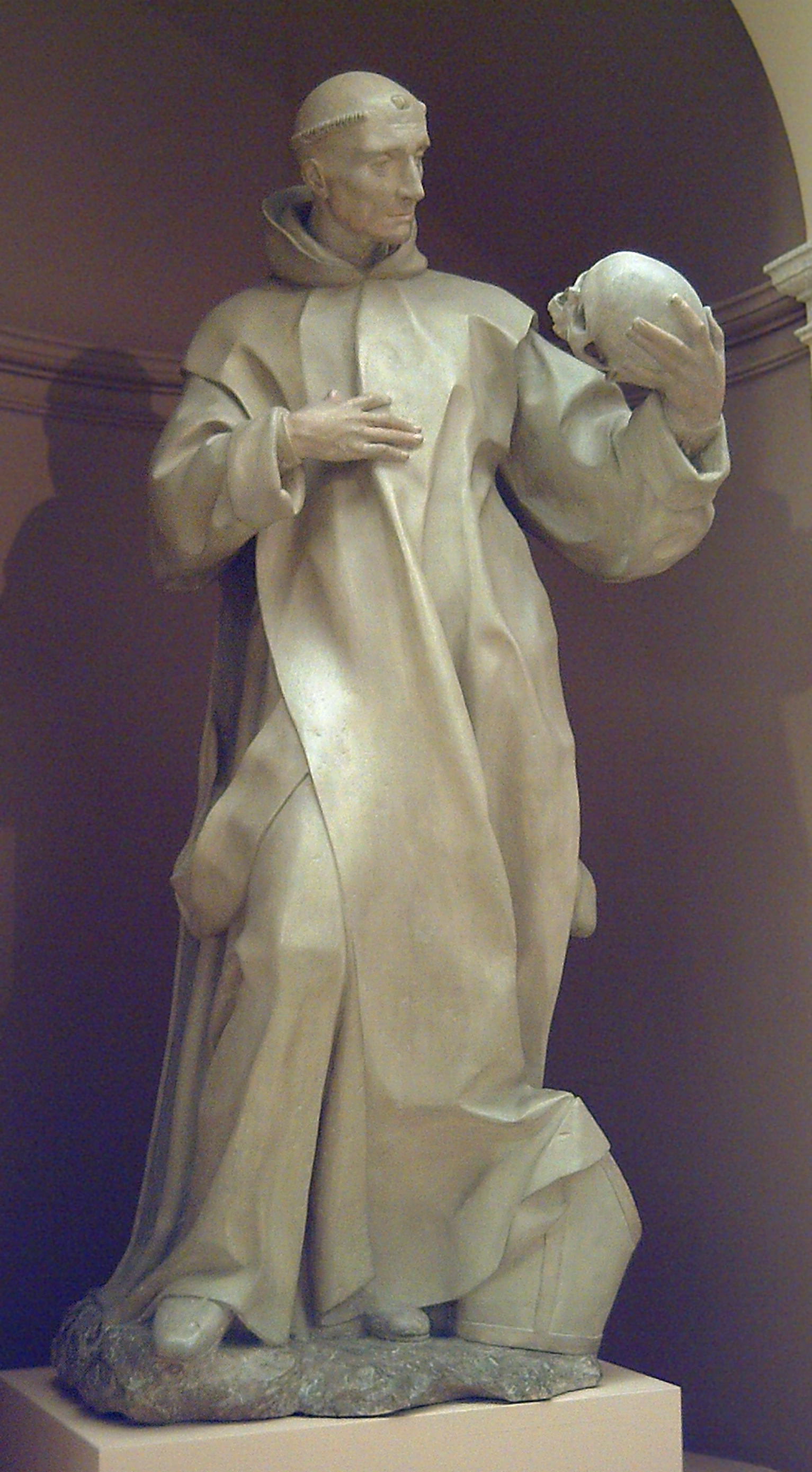
Мануэль Перейра. «Святой Бруно размышляет о смерти, держа череп». Мадрид, Королевская академия изящных искусств Сан-Фернандо

Св. Бруно Кёльнский (ок. 1030, Кёльн, Германия — 6 октября 1101, монастырь св. Стефана, Италия) — (лат.  Bruno) — католический святой, монах, богослов, основатель ордена картезианцев (OCart).

## Биография
Бруно получил образование в знаменитой Реймсской школе, около 1055 года был рукоположён в священники, после чего стал каноником в Кёльне. Горячо поддерживал Григорианскую реформу в Католической церкви, боролся против реймсского архиепископа Манассия I (фр.), отвергавшего реформу и добился его низложения.
В 1075 году удалился в монастырь Сеш-Фонтен. В 1084 году в Альпах, недалеко от Гренобля, основал свой монастырь — Великую Шартрезу, ставшую колыбелью ордена картезианцев. В 1091 году приглашён в Рим в качестве советника папы Урбана II, однако долго быть вне монастырских стен он не смог и через год оставил Рим и удалился в южноитальянский монастырь святого Стефана (ит.), где и находился до смерти.
Канонизирован папой Григорием XV в 1623 году. Память св. Бруно Кёльнского в Католической церкви — 6 октября.

## Сочинения
До нас дошло лишь несколько трудов св. Бруно, наиболее важными из которых являются «Толкование на псалмы» (Expositio in psalmos) и «Толкование на послания апостола Павла» (Expositio in epistolas Pauli).